# Concurs Internacional Txaikovski
El Concurs Internacional Txaikovski, és una competició de músics acadèmics que se celebra cada 4 anys a Moscou. El 2006, es va decidir posposar la XIII competició per un any per tal de restaurar el Gran Saló del Conservatori i separar la competició d'un altre esdeveniment important, la Copa del Món de Futbol.
La competició té la condició de competició juvenil, ja que el límit d'edat per als participants està limitat a trenta-dos anys. Les audicions finals dels participants de la competició se celebren al Gran Saló del Conservatori de Moscou.
El primer Concurs Txaikovski es va celebrar en dues especialitats: piano i violí. A partir del segon concurs (1962) es va introduir l'especialitat de violoncel, del tercer (1966) - veu, i del setzè (2019) - instruments de vent metall i fusta.
El 1971, el concurs es va convertir en membre de la Federació Mundial de Concursos Internacionals de Música (WFIMC). El 1996 va ser expulsat temporalment de l'organització per impagament de cotitzacions.
El XIV Concurs Internacional Txaikovski es va celebrar a Moscou i Sant Petersburg, Rússia, del 14 de juny a l'1 de juliol de 2011, sota els auspicis del govern federal rus i el seu Ministeri de Cultura. Les disciplines del concurs eren piano, violí, violoncel i veu (cantants masculins i cantants femenines). La XV competició va tenir lloc el juny de 2015. La XVI competició va tenir lloc del 17 al 29 de juny de 2019, a Moscou i Sant Petersburg; Es van afegir disciplines de competició de vent fusta i llautó.

L'abril de 2022 va ser expulsat a causa de la invasió russa d'Ucraïna. En un comunicat, la federació va dir que
"no pot donar suport a un concurs finançat pel règim rus i utilitzat per ell com a eina de promoció".
De les 116 competicions que formen part de l'organització, 114 van votar a favor d'aquesta decisió.

## Premis
S'atorguen premis en metàl·lic als cinc primers competidors de cada disciplina de piano, violí, violoncel i a cadascun dels quatre primers competidors de les categories de vocal solista masculina i femenina. El primer premi (no sempre s'atorga) és de 30.000 dòlars EUA; segon, 20.000 dòlars EUA; tercer, 10.000 dòlars EUA; quart, 5.000 dòlars EUA; i cinquè, 3.000 dòlars EUA. Es pot atorgar un premi addicional, un Gran Premi de 100.000 dòlars EUA, a un dels medallistes d'or que els jurats considerin destacats. Es concedeixen premis addicionals a la millor interpretació dels concerts de cambra i al nou treball encarregat.

## Tianxu An, incident
El 25 de juny de 2019, a la ronda final de la categoria de piano, el competidor xinès Tianxu An havia d'interpretar el Concert per a piano núm. 1 de Txaikovski seguit de la Rapsòdia sobre un tema de Paganini de Rakhmàninov. Tanmateix, les partitures a les grades de l'orquestra i del director es van col·locar en ordre invers i es va anunciar primer la peça de Rakhmàninov, diferent del que demanava el pianista. Com que An no entenia rus, no era conscient de la situació. Amb l'entrada del piano al Rachmaninoff gairebé immediata, l'actuació "va començar amb un fracàs". Després de l'incident, el president del jurat, Denis Matsuev, el va convidar a tornar a interpretar el programa, però An va declinar-ho. El concurs va demanar disculpes oficials i l'administració de l'orquestra va suspendre el personal responsable després de l'acte. An va ser finalment guardonat amb un "premi especial" per la seva confiança i coratge.

## Guanyadors dels premis
Guanyadors dels premis i medalles atorgats en l'any i la categoria determinats.